# اوده، کبک
اوده (به فرانسوی: Audet) شهری در منطقه شهری لو گرانیت ناحیه استری در استان کبک کانادا است. در سرشماری سال ۲۰۱۱ این شهر ۷۰۲ نفر جمعیت داشته‌است و مساحت آن ۱۳۲٫۸۶ کیلومتر مربع است.